# Muchajjam Dżanin
Muchajjam Dżanin (arab. مخيم جنين) – obóz dla uchodźców palestyńskich w Autonomii Palestyńskiej (północny Zachodni Brzeg, muhafaza Dżanin). Według danych szacunkowych Palestyńskiego Centralnego Biura Statystycznego w 2016 roku obóz liczył 12 890 mieszkańców